# Бад-Емс
 Бад-Емс  (нім. Bad Ems) — місто в Німеччині, районний центр, розташований в землі Рейнланд-Пфальц.
Адміністративний центр району Рейн-Лан. Центр об'єднання громад Бад-Емс. Населення становить 9801 осіб (станом на 31 грудня 2020). Займає площу 15,36 км ². Офіційний код — 07 1 41 006 .

## Історія
У XIX столітті — курорт, що приваблював багатьох монархів і людей культури (імператора Вільгельма I, Олександра II, Федора Достоєвського, Василя Верещагіна та ін). На кошти російських курортників була збудована православна церква святої Олександри.
Звідси була відправлена Емська депеша, що стала причиною Франко-прусської війни (1870), тут Олександр II підписав Емський указ, що різко обмежив вживання української мови (1876).
З мінеральних джерел тут добувають Емську сіль, запатентовану з 1925 року як засіб для полоскання та інгаляції носової порожнини.

## Міста побратими
- Дройтвіч-Спа
- Кон-Кур-сюр-Луар
- Бланкенфельде-Малов

## Фотографії

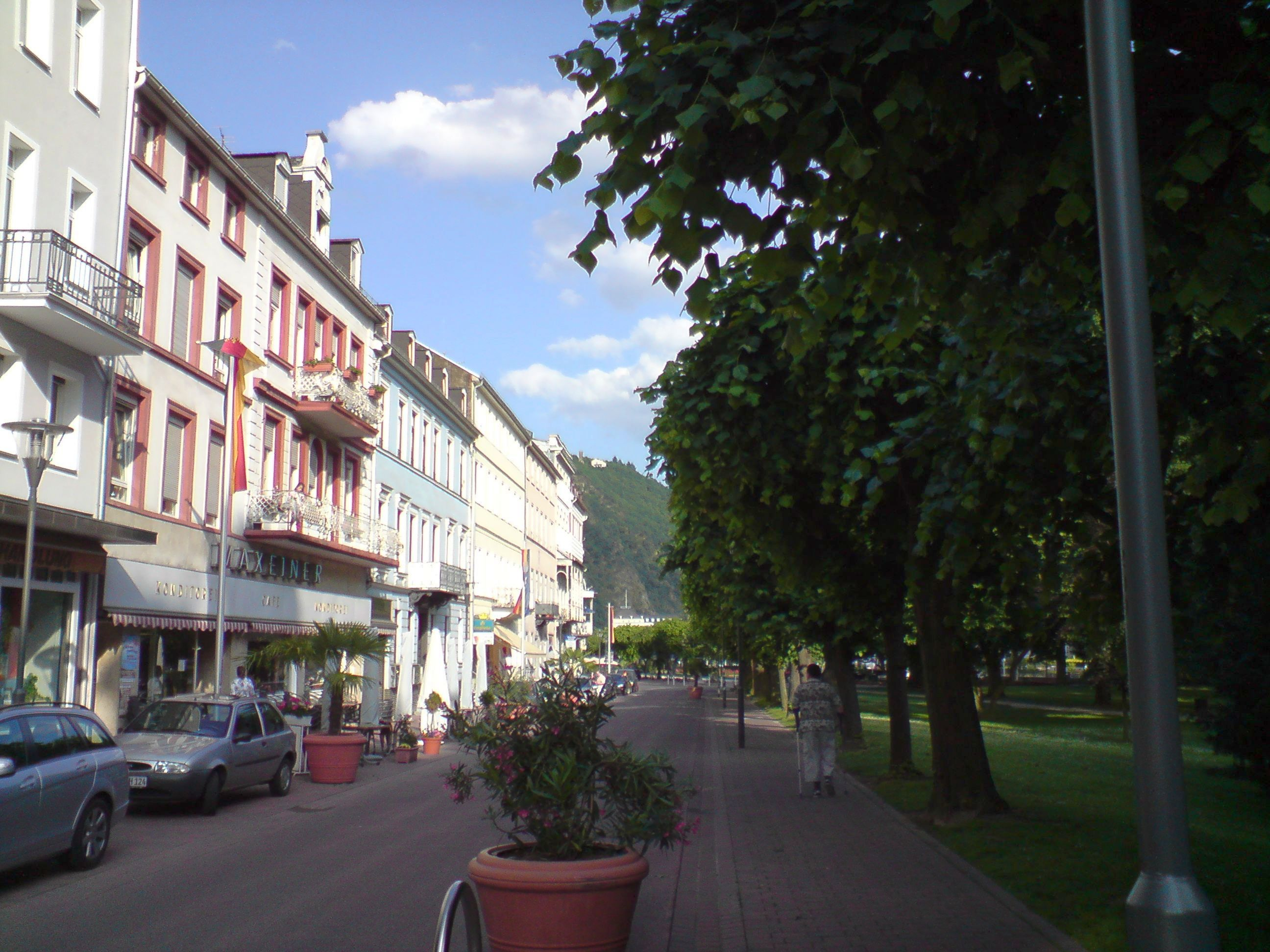
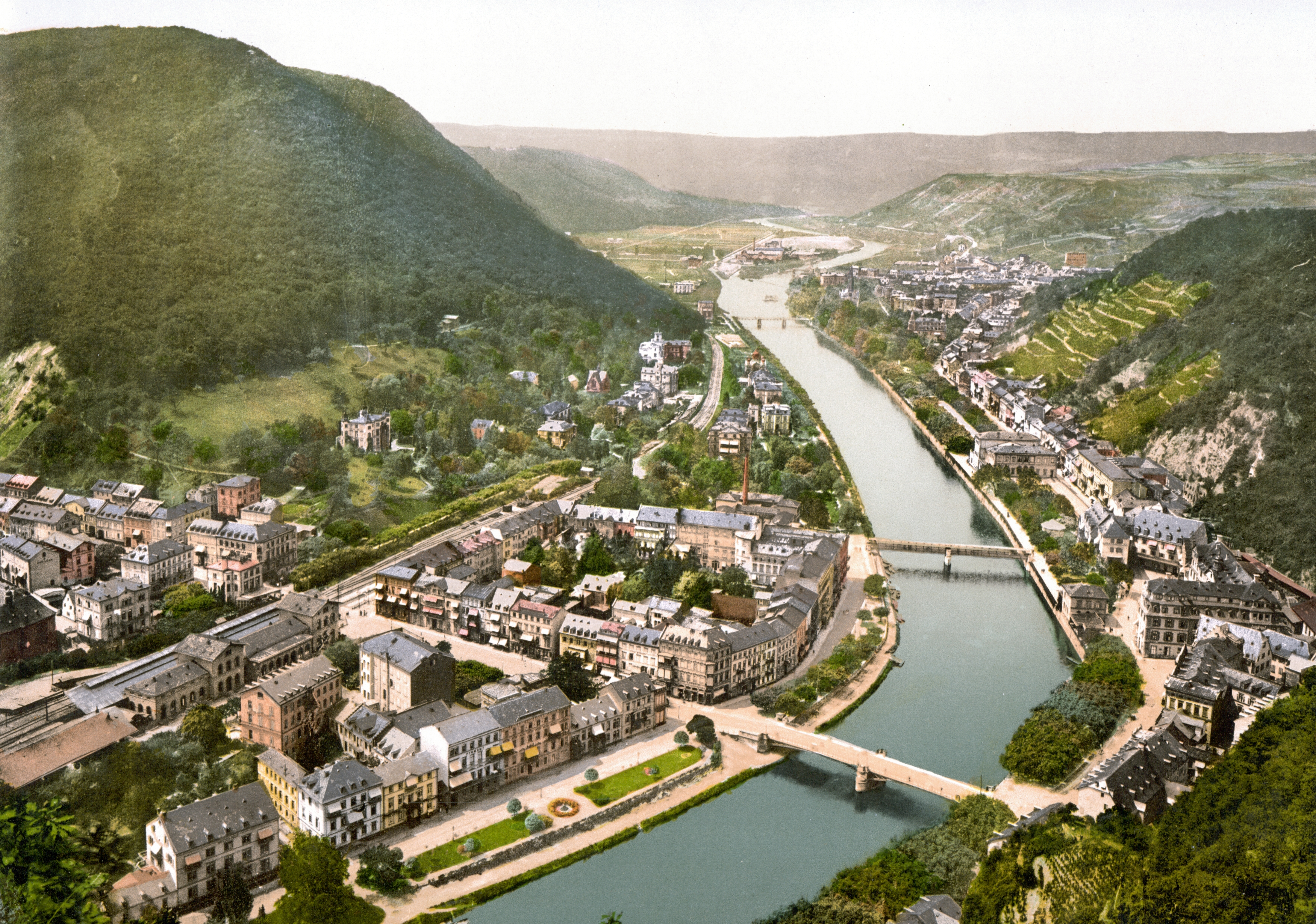
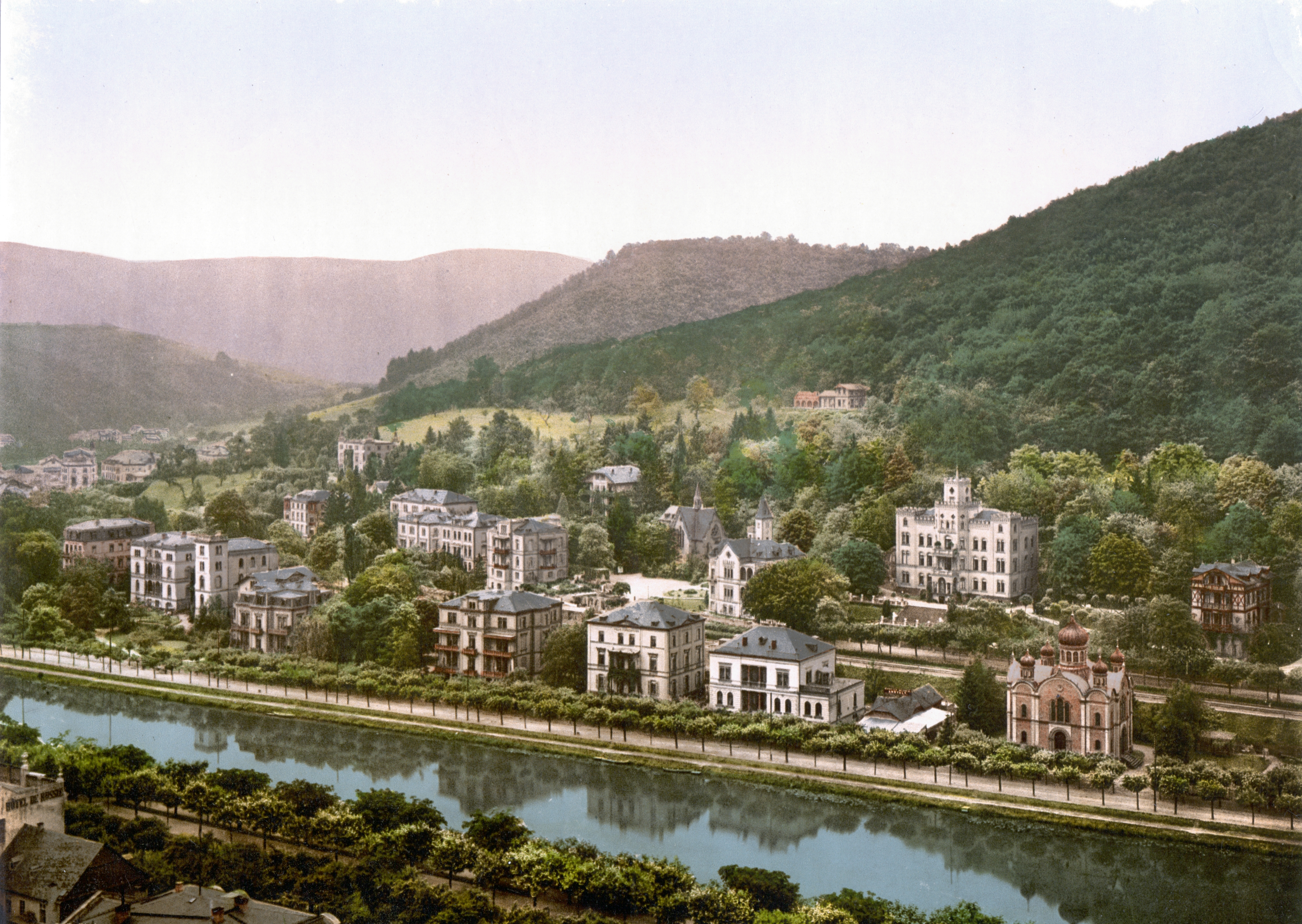
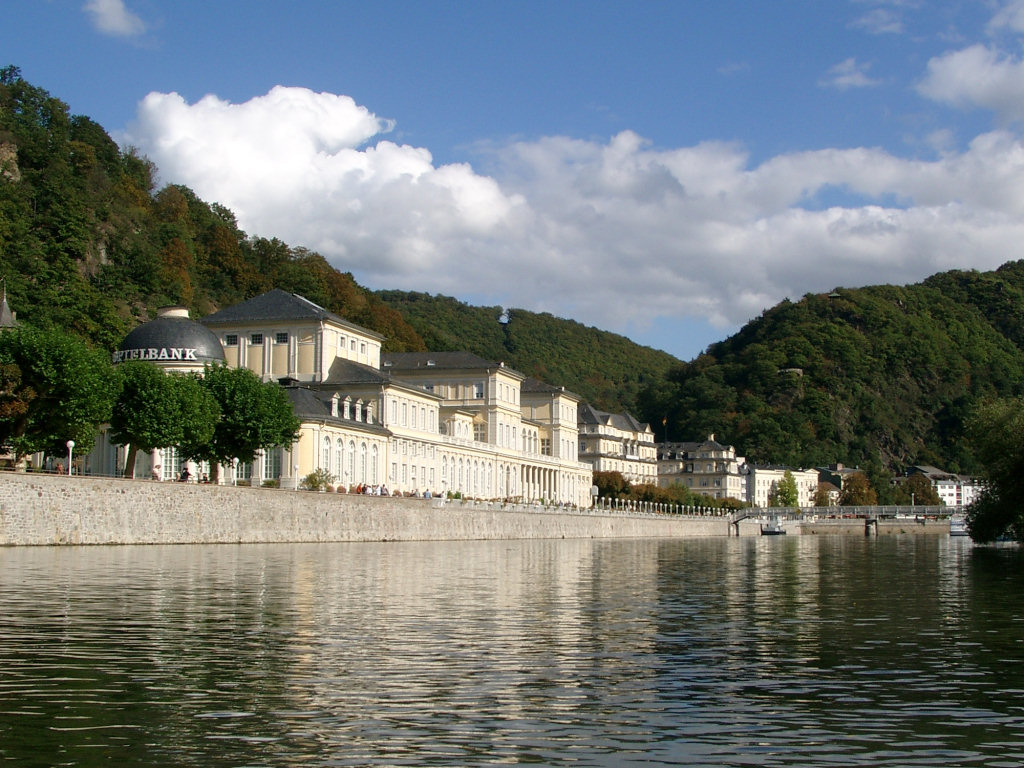
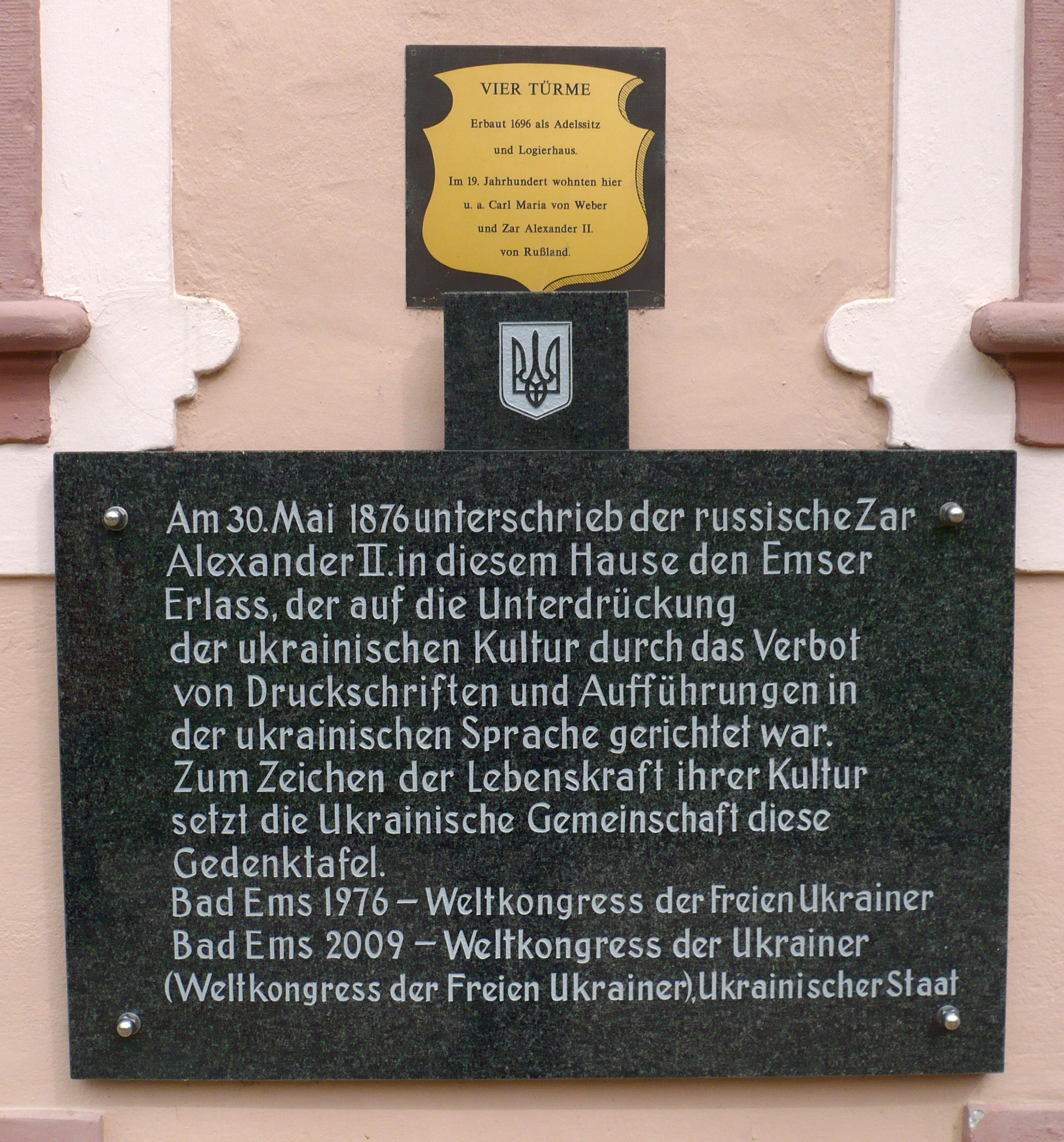
Пам'ятна дошка, присвячена Емському указу, який забороняв вживання української мови в Російській імперії